# (29) Amfitrite
(29) Amfitrite és l'asteroide número 29 de la sèrie, descobert a l'Observatori George Bishop de Londres l'1 de març del 1854 per A. Marth, probablement el tercer en diàmetre darrere d'Eunòmia i Juno
Té un diàmetre de 2 quilòmetres i probablement no és tot de roca sòlida, ja que la seva densitat és massa baixa per ésser un objecte sòlid format enterament de silicats, essent molt més lleuger que Eunòmia o Juno. La seva òrbita és molt més baixa i inclinada que la dels seus cosins més grans.